# Max Newman
Ne doit pas être confondu avec le mathématicien et historien des mathématiques James R. Newman
Pour les articles homonymes, voir Newman.
Max Newman, de son nom complet Maxwell Herman Alexander Newman, (7 février 1897 à Chelsea – Cambridge 22 février 1984) est un mathématicien et informaticien britannique.

## Œuvres scientifiques
Il a publié des articles de logique mathématique et a résolu un cas particulier du cinquième problème de Hilbert.

## Enseignement
Il est nommé maître de conférences en mathématiques à Cambridge en 1924. Ses conférences sur les fondements des mathématiques inspirent Alan Turing. Après la Seconde Guerre mondiale, il prend la tête du département de mathématiques de l'université de Manchester, jusqu'à sa retraite en 1964.

## Cryptographie pendant la Seconde Guerre mondiale
Après s'être assuré que l'origine allemande de son père ne lui nuirait pas, Newman accepte en août 1942 la proposition qui lui est faite d'entrer au service de la Government Code & Cypher School à Bletchley Park. Il y participe à la conception d'un superordinateur destiné à casser les codes secrets.

## Distinctions
- Membre de la Royal Society, élu en 1939 et président de 1949 à 1951
- Médaille Sylvester (1958)
- Médaille De Morgan (1962)
- D.Sc. Université de Hull, décernée en 1968

Le bâtiment Newman de Université Victoria de Manchester a été nommé en son honneur. Ce bâtiment a abrité les mathématiciens pures de l' Université Victoria de Manchester entre 2004 et juillet 2007, lorsque l'École de Mathématiques a emménagé dans son nouveau bâtiment Alan Turing, où une salle de cours porte son nom. Newman a été élu membre de la Société littéraire et philosophique de Manchester le 1er janvier 1945.
En 1946, Newman décline l'offre d'un Ordre de l'Empire britannique car il considérait l'offre comme dérisoire. Alan Turing avait été nommé dans l'Ordre de l'Empire britannique six mois plus tôt et Newman estimait que c'était une reconnaissance insuffisante de la contribution de Turing à la victoire de la guerre, le qualifiant de « traitement ridicule de Turing ».